# Charles Dotter
Charles Theodore Dotter (Boston, 14 de junio de 1920 - Oregón, 15 de febrero de 1985) fue un pionero radiólogo vascular estadounidense y una autoridad con el desarrollo de la radiología intervencionista. Es conocido en la historia por ser "el padre" de la radiología intervencionista. Dotter y su ayudante Dr. Melvin P. Judkins, describieron la angioplàstia en 1964.

## Trayectoria
Nació en Boston en 1920 y se graduó en 1941 en la Duke University obteniendo su licenciatura médica en 1944 en el Cornell University Medical College. 
Fue radiologista en Nueva York y profesor de radiología en la Cornell Medical School antes de trasladarse a Portland, Oregon en 1952.

### Angioplástica

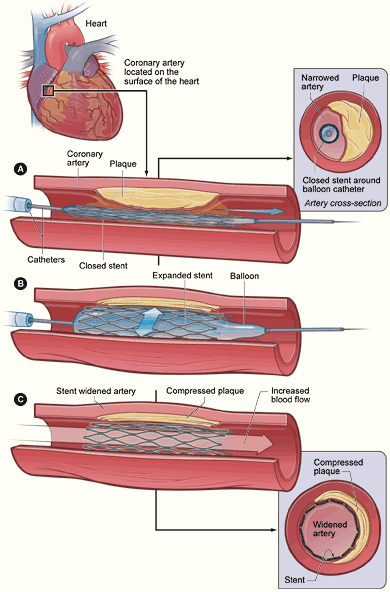
La angioplástia y colocación del stent

Dotter inventó la angioplástica y el catéter de entrega del stent, que se usó inicialmente para tratar la enfermedad arterial periférica. El 16 de enero de 1964, en la Oregón Health and Science University (OHSU), Dotter dilató por vía percutánea un vaso sanguíneo obstruido, una estenosi localizada en la arteria femoral superficial de una mujer de 82 años de edad, con isquémia dolorosa en las piernas y gangrena, que se negaba a que le amputaran la pierna. Después de la dilatación con éxito de la estenosi con un alambre de guía y catéteres coaxiales de teflón, la circulación volvió a su pierna. La arteria dilatada permaneció abierta hasta su muerte por neumonía, dos años y medio más tarde.
También desarrolló la biopsia hepática a través de la vena yugular, inicialmente en animales y en 1973 en seres humanos.
Charles Dotter es conocido comúnmente como el «Padre de radiología intervencionista». Fue presidente de la Escuela de Medicina, Departamento de Radiología Diagnóstica, en la Oregón Health Sciences University durante 33 años, desde 1952 hasta su muerte en 1985. 

## Vida personal
Una de sus principales aficiones fue el Alpinismo y se unió al Club de Alpinismo Americano en 1957, ascendió 67 picos por encima de 14.000 pies en los Estados Unidos.

## Premios y recocimientos
Fue galardonado con las medallas de la Escuela Americana de Radiología, la Sociedad Radiológica de Norteamérica, la Sociedad Médica de Chicago y la Sociedad Radiológica de Chicago.
La universidad cuenta actualmente con el Instituto Intervencionista Dotter en honor suyo.